# Wojna izraelsko-irańska
Wojna izraelsko-irańska – konflikt zbrojny rozpoczęty 13 czerwca 2025 roku masowymi bombardowaniami celów związanych z irańskim programem nuklearnym przez Siły Powietrzne Izraela w ramach operacji „Naród jak Lwica” (hebr. ‏מִבְצָע עָם כְּלָבִיא‎, miwca am ke-lawi, także operacja „Powstający Lew”, ang. Operation Rising Lion) i następującej po nich irańskiej odpowiedzi w ramach operacji „Dotrzymana Obietnica 3” (pers. ‏عملیات وعده صادق ٣‎).
Od nocy z 23 na 24 czerwca 2025 trwa zawieszenie broni.

## Kontekst
W miesiącach poprzedzających atak Iran i Stany Zjednoczone negocjowały nową umowę nuklearną po tym, jak prezydent USA Donald Trump zawiesił amerykański udział w poprzednim porozumieniu nuklearnym podczas swojej pierwszej prezydentury. W wyniku tego Iran zaczął wzbogacać uran do 60% i przyspieszył swoje postępy w dziedzinie energii jądrowej, instalując bardziej zaawansowane wirówki, co wykracza poza cywilne zastosowanie tej technologii. Dzień przed atakiem Międzynarodowa Agencja Energii Atomowej (MAEA) po raz pierwszy od 20 lat stwierdziła, że Iran nie wypełnia swoich zobowiązań nuklearnych. Iran odpowiedział, ogłaszając rozpoczęcie budowy nowego ośrodka wzbogacania i instalacje kolejnych wirówek.
Głównym celem ataku Izraela był podziemny zakład wzbogacania uranu w Fordo. Zniszczenie tego obiektu wymagało bomb zdolnych do przebicia 60 metrów skały. Zdaniem ekspertów tylko USA dysponowały bronią zdolną przebić górskie umocnienia. Są nią bomby penetrujące GBU-57 o masie 13,6 ton oraz samoloty B-2 Spirit, które mogły je przenieść w rejon celu.

## Przebieg zdarzeń

### Działania izraelskie

#### 13 czerwca
W godzinach nocnych i porannych Izrael dokonał ataku na różne cele w Iranie w ramach pięciu fal nalotów przy użyciu 200 myśliwców. Siły Obronne Izraela zastrzegły, że była to pierwsza faza „(...) prewencyjnej, precyzyjnej, połączonej ofensywy opartej na wysokiej jakości danych wywiadowczych w celu uderzenia w irański program nuklearny i w odpowiedzi na ciągłą agresję irańskiego reżimu wobec Izraela”. Jednocześnie o godzinie 03:00 Dowództwo Frontu Wewnętrznego ogłosiło, że państwo przechodzi w stan „aktywności niezbędnej”. Przeprowadzenie ataków powietrznych było możliwe dzięki działalności funkcjonariuszy Mosadu, którzy przeprowadzili operacje sabotażowe w celu porażenia i unieszkodliwienia irańskiej obrony powietrznej oraz wyrzutni pocisków dalekiego zasięgu, m.in. przy użyciu dronów z kontenerów startowych pod Teheranem.
Niektóre z potwierdzonych wydarzeń z pierwszego dnia operacji:
- atak na ośrodek nuklearny w Natanzu. Zdjęcia satelitarne potwierdziły uszkodzenia instalacji elektrycznych i budynków na terenie ośrodka, ale MAEA nie potwierdziła wzrostu promieniowania w regionie,
- atak na ośrodek nuklearny w Isfahanie, gdzie uszkodzono zakład produkcji uranu metalicznego i infrastrukturę do konwersji wzbogaconego uranu w celu produkcji paliwa jądrowego,
- zbombardowanie zakładu wzbogacania paliwa w Fordo i chroniącej go bazy obrony powietrznej w Hazrat-e Masoumeh,
- zniszczenie bazy pocisków balistycznych w ostanie Kermanszah,
- zniszczenie systemów obrony powietrznej w Andimeszku, Dezfulu (ostan Chuzestan), Isfahanie, Pakdaszcie (ostan Teheran) i Komie,
- ataki na port lotniczy Tebriz i bazę lotniczą Sił Powietrznych Islamskiej Republiki Iranu,
- uszkodzenie Jahan Koodak Tower w Teheranie,
- ataki na bazę Korpusu Strażników Rewolucji Islamskiej w Sardaszcie, bazę radarów obrony powietrznej w Subaszi, bazę wojskową w Piranszahrze, składy paliwa, amunicji oraz instalacje podziemne w Kermanszahu,
- atak na Sztab Sił Powietrznych Korpusu Strażników Rewolucji Islamskiej.

Potwierdzono także śmierć następujących naukowców powiązanych z programami nuklearnymi i rakietowymi Iranu:
- Ferejdun Abbasi(inne języki), były szef Organizacji Energii Atomowej Iranu,
- Mohammad Mehdi Tehranczi(inne języki), od 2018 rektor Islamskiego Uniwersytetu Azad[18], trzeciego pod względem wielkości uniwersytetu świata[19][20],
- Ahmad Reza Zolfaghari(inne języki), profesor inżynierii jądrowej na Uniwersytecie Szahid Beheszti,
- Abdulhamid Minouchehr, szef inżynierii jądrowej na Uniwersytecie Szahid Beheszti,
- Amir Hossein Feghhi.

W atakach zginęli następujący irańscy wojskowi:
- gen. mjr Hosejn Salami – dowódca Korpusu Strażników Rewolucji Islamskiej
- gen. mjr Mohammad Bagheri – szef sztabu irańskich sił zbrojnych, generał dywizji
- gen. bryg. Amir Ali Hadżizade – dowódca sił powietrznych Korpusu Strażników Rewolucji Islamskiej
- gen. mjr Golam Ali Raszid(inne języki) – dowódca Kwatery Głównej irańskich sił zbrojnych Chatam al-Anbija(inne języki)
- Chosrow Hasani – zastępca szefa wywiadu irańskich sił powietrznych i kosmicznych
- gen. Mohammad Kazemi(inne języki) – dowódca wywiadu Korpusu Strażników Rewolucji Islamskiej

Początkowo za zmarłego uważano także kadm. Alego Szamchaniego – głównego doradcę Najwyższego Przywódcy Iranu Alego Chamenei. Jednakże 20 czerwca potwierdzono, że Szamchani żyje. W trakcie ataków został ciężko ranny i przetransportowany do szpitala. To samo dotyczy Esma’ila Gha’aniego, dowódca jednostki specjalnej al-Kuds, który przeżył naloty.
W wyniku ataków zginęli zarówno irańscy żołnierze, jak i cywile. Irańska telewizja państwowa podała, że w wyniku ataku na osiedle mieszkaniowe w Teheranie zginęło 60 osób, w tym 20 dzieci. Minister spraw zagranicznych Abbas Aragczi określił atak Izraela jako „deklarację wojny” przeciwko Iranowi.

#### 14 czerwca
Kolejnego dnia operacji Izrael kontynuował ataki na cele wojskowe w celu utrzymania przewagi powietrznej i osłabienia możliwości odwetowych irańskiej armii. Cele cywilne rozszerzono o infrastrukturę energetyczną, a także kontynuowano ataki na cele związane z programem nuklearnym.
Izraelski portal Walla donosi, za „The New York Timesem”, że w nalotach w nocy z 13 na 14 czerwca izraelskie lotnictwo zaatakowało dzielnice Teheranu, w których znajduje się dom Alego Chamenei i kompleks prezydencki.
Część z potwierdzonych wydarzeń z drugiego dnia operacji:
- zbombardowanie podziemnej baz Korpusu Strażników Rewolucji Islamskiej w okolicach Kermanszahu i w Teheranie. W tej pierwszej zmagazynowane były pociski balistyczne Qiam 1(inne języki) i Fateh-110(inne języki),
- zbombardowanie baz rakietowych w Bid Ganeh (Bid Kaneh) i Chomejnie,
- uszkodzenie części infrastruktury wydobywczej złoża gazu South Pars i rafinerii Fadżr-e Dżam Gas Refining Company (ostan Buszehr),
- zbombardowanie składu ropy na przedmieściach Teheranu, zakładów Farda Motors w Borudżerdzie i podziemnej fabryki uzbrojenia na zachodzie Iranu.

W nalotach zginęli kolejni trzej naukowcy związani z irańskim programem nuklearnym, a także dwaj wojskowi: gen. bryg. Golam Reza Mehrabi (zastępca szefa wywiadu Sztabu Generalnego Sił Zbrojnych Islamskiej Republiki Iranu) i gen. bryg. Mehdi Rabbani (zastępca szefa operacji Sztabu Generalnego Sił Zbrojnych Islamskiej Republiki Iranu).

#### 15 czerwca

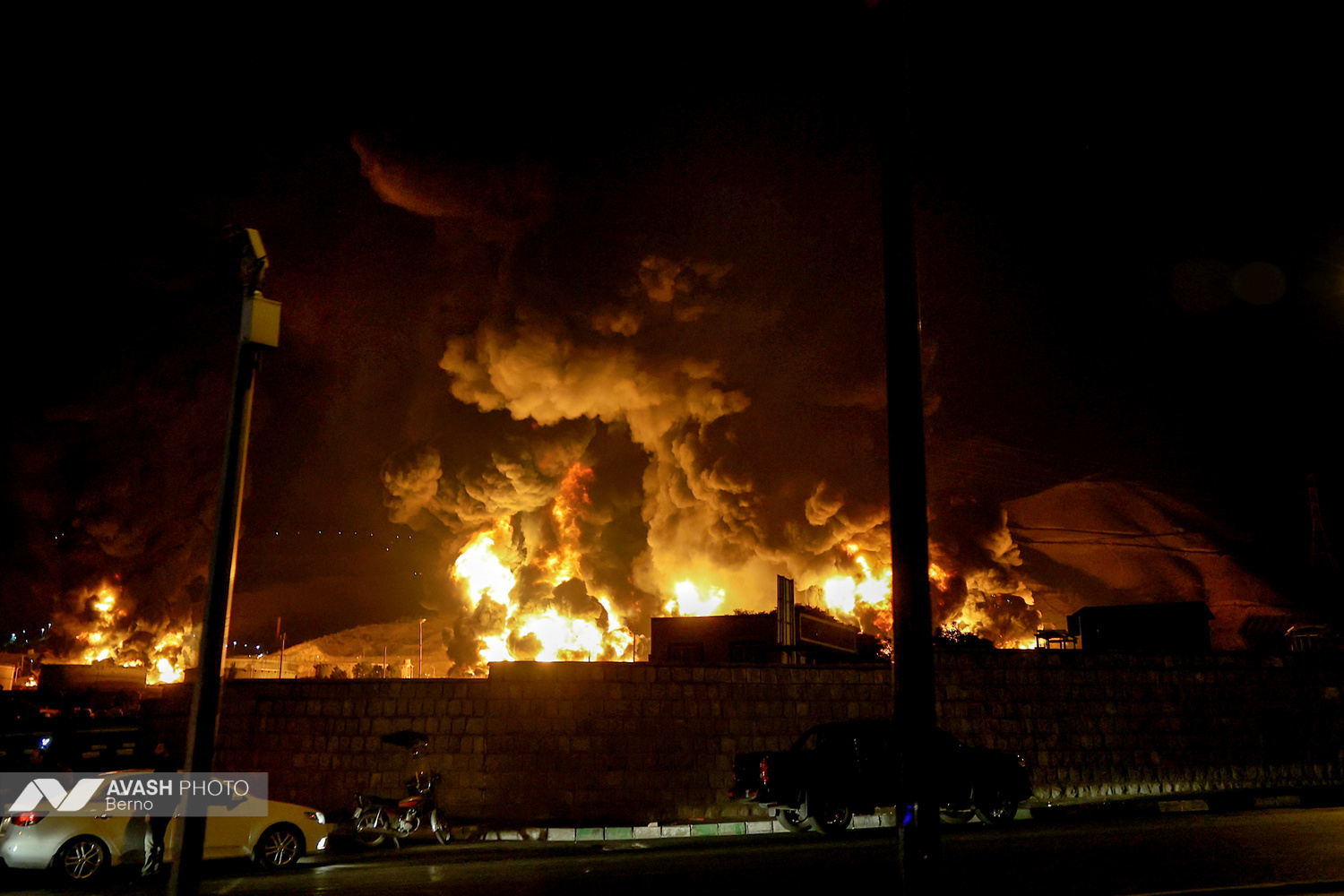
Pożar składu ropy w Teheranie.

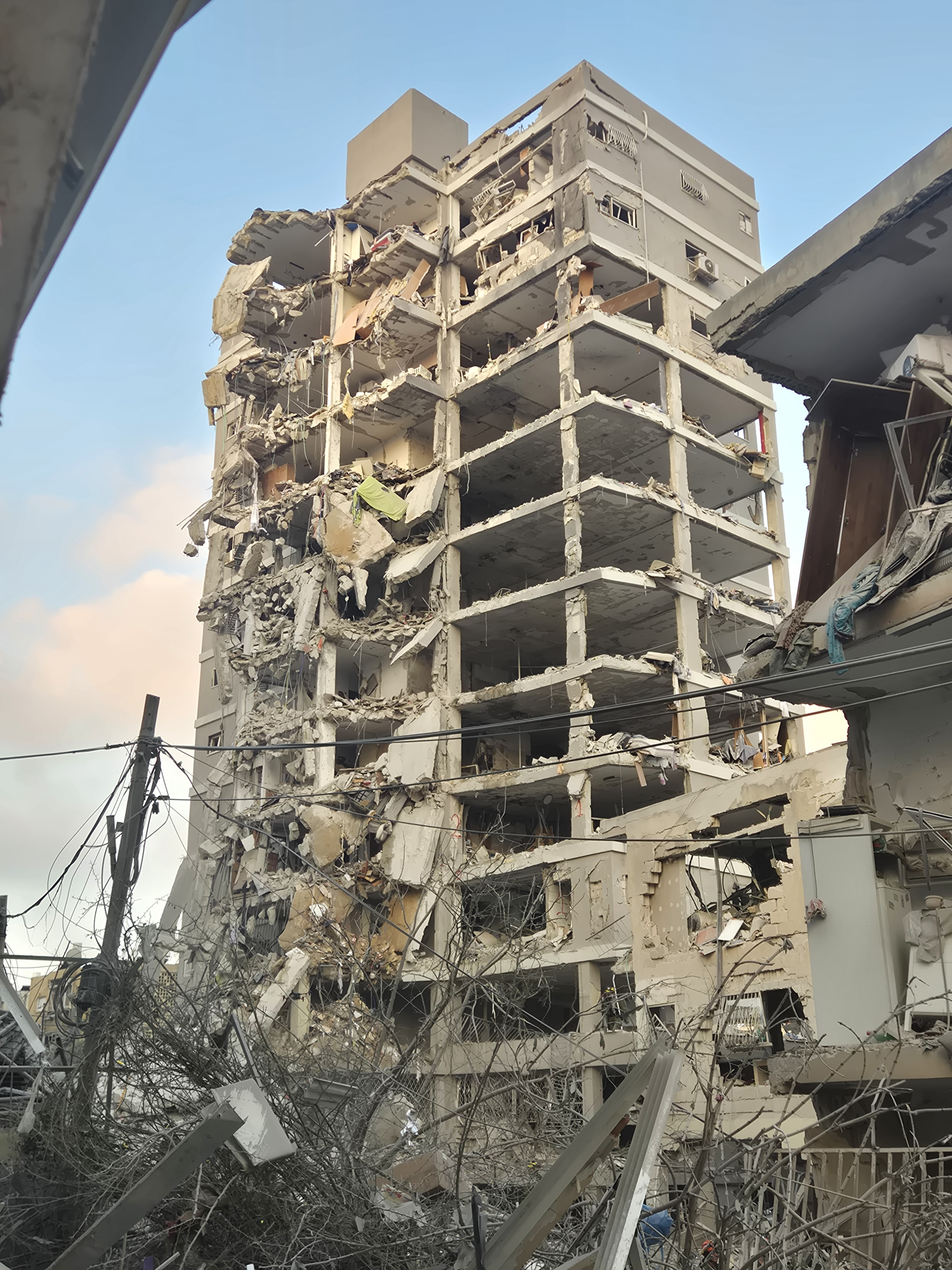
Zniszczony blok mieszkalny w Bat Jam (15 czerwca).

Siły Powietrzne Izraela poszerzyły obszar działania na wschód Iranu, a listę celów rozszerzono o irański przemysł oraz instytucje państwowe, częściowo związane z bezpieczeństwem wewnętrznym państwa. Potwierdzono uderzenia na Ministerstwo Sprawiedliwości, Ministerstwo Spraw Zagranicznych oraz Ministerstwo Wywiadu i Bezpieczeństwa (wszystkie w Teheranie).
Izrael tego dnia przeprowadził także nalot na najdalej oddalony cel od początku operacji. Zniszczono jedną z trzech latających cystern na lotnisku w Meszhedzie. Miejsce to oddalone jest od bazy lotniczej Ramat Dawid o 2270 km. Zaatakowano również port lotniczy Teheran-Mehrabad, gdzie znajduje się baza Sił Powietrznych Islamskiej Republiki Iranu.
Izraelczycy zaatakowali także zakłady Shiraz Electronics Industries w Szirazie i fabrykę amunicji w Teheranie.

#### 16 czerwca
Tego dnia Izrael kontynuował naloty na cele wojskowe i przemysłowe. Według Sił Obronnych Izraela, w nalotach na Iran zniszczono ponad 120 wyrzutni pocisków balistycznych. Według rzecznika prasowego izraelskiej armii irańskie możliwości w obszarze wystrzeliwania pocisków balistycznych została zredukowana o jedną trzecią.
Ponownie zaatakowana została baza lotnicza w Teheranie, a dokładnie hangary z myśliwcami F-14.

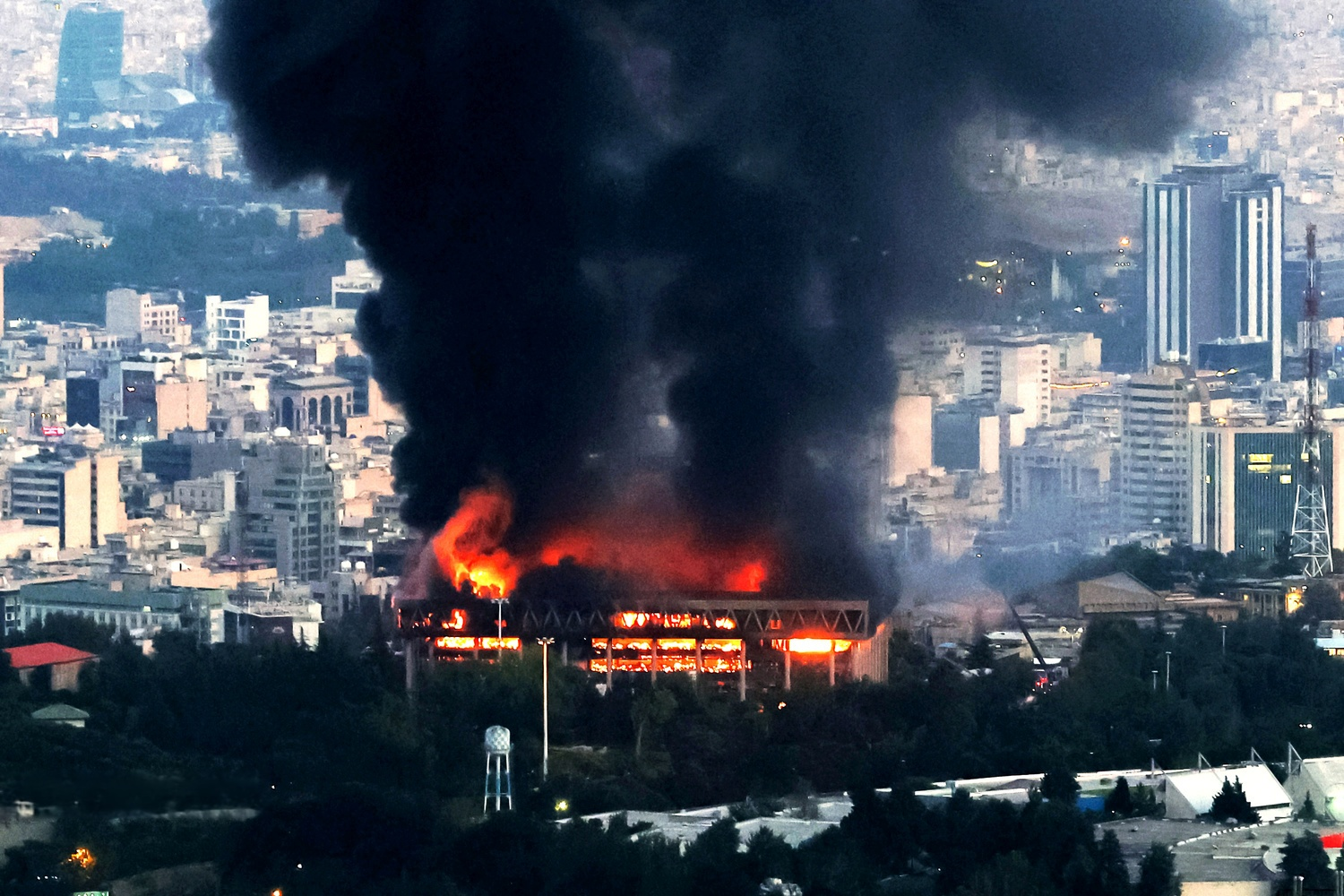
Zbombardowana siedziba IRIB.

Siły Powietrzne Izraela zaatakowały dronem siedzibę państwowego nadawcy Islamic Republic of Iran Broadcasting (IRIB) w Teheranie podczas realizacji programu informacyjnego. Przeprowadzono także nalot na zakłady śmigłowcowe IHSRC.
Tego dnia irańskie Ministerstwo Zdrowia podało, że od początku izraelskich nalotów zginęły 224 osoby, a 1277 zostało rannych. Pozarządowe źródła podawały nawet więcej: 585 zabitych i 1326 rannych.

#### 17 czerwca
MAEA potwierdziła, że izraelskie naloty uszkodziły podziemne struktury ośrodka atomowego w Natanzu. Siły Obronne Izraela oceniły, że w przeprowadzonych atakach zniszczyły połowę irańskich wyrzutni pocisków balistycznych oraz pomiędzy 35% a 45% zasobów tych pocisków. Ogłoszono także, że w nalotach zginął nowo wybrany (13 czerwca, po śmierci Golama Alego Raszida) szef sztabu gen. mjr Ali Szadmani.
Tego dnia Izraelczycy kontynuowali naloty na cele wojskowe w Iranie, m.in. bazę Mogaddam w Teheranie, 8 bazę lotnictwa taktycznego w Isfahanie (miejsce bazowania irańskich F-14, F-7 i PC-7), sztab basidżów w Isfahanie.
Wojsko irańskie z kolei poinformowało o zestrzeleniu 28 nieprzyjacielskich samolotów, czemu zaprzeczyła armia izraelska.

#### 18 czerwca
Izraelska armia nad ranem zaatakowała budowany reaktor ciężkowodny w okolicy Araku i ponownie uderzyła w ośrodek wzbogacania uranu w Natanzu.
Izraelczycy rozpoczęli działania cybernetyczne i działania psychologiczne. Władze Iranu ponformowały, że tego dnia Izraelczycy przeprowadzili ataki hakerskie na irańskie media państwowe i zaczęli rozprzestrzeniać filmy z logiem operacji wojskowej – lwem, ukazujące protesty społeczne i nawołujące Irańczyków do przeciwstawienia się władzy.

#### 19–21 czerwca
Izrael kolejny raz zaatakował ośrodek nuklearny w Isfahanie. W ataku na Kom zginął gen. bryg. Saeed Izadi, dowódca Korpusu Palestyńskiego w ramach sił al-Kuds.

#### 22 czerwca

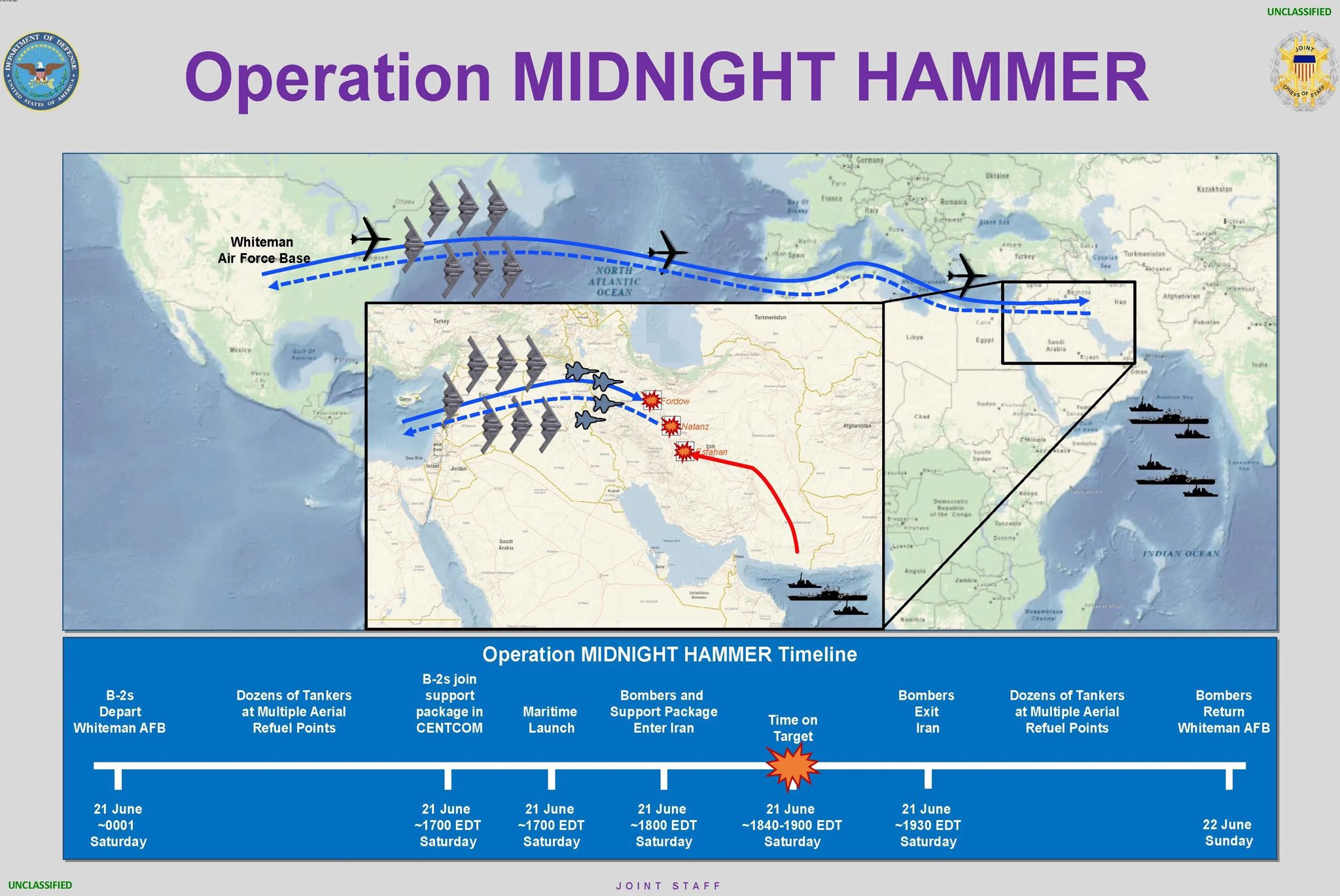
Przebieg operacji „Midnight Hammer”.

Siły Powietrzne Stanów Zjednoczonych dokonały o 2:30 (czasu irańskiego) nalotów na kluczowe irańskie obiekty wzbogacania uranu w Fordo i Natanzu oraz Centrum Badawcze Technologii Jądrowej w Isfahanie, które według prezydenta USA Donalda Trumpa zostały całkowicie zniszczone. W operacji pod kryptonimem „Północny Młot” (ang. Midnight Hammer) użyto siedmiu bombowców B-2 Spirit, które zrzuciły bomby penetrujące GBU-57 na Fordo i Natanz, natomiast na centrum w Isfahanie z okrętów podwodnych wystrzelono pociski Tomahawk. Strona irańska zaprzeczyła, jakoby ośrodek w Fordo został istotnie zniszczony, ponadto wzbogacony uran miał być stamtąd wywieziony jeszcze przed nalotem USA.

### Działania irańskie

#### 13 czerwca
13 czerwca, po izraelskich atakach, Iran zapowiedział „ostrą odpowiedź” przeciwko Izraelowi. Zapowiedziano atak na siły izraelskie i amerykańskie stacjonujące w bazach wojskowych na całym Bliskim Wschodzie. Według Sił Obronnych Izraela (IDF), Iran rozpoczął atak od wypuszczenia w stronę Izraela ponad 100 dronów Shahed. Część dronów została przechwycona przez Jordańskie Siły Powietrzne nad przestrzenią powietrzną Jordanii, a część przez Izraelskie Siły Powietrzne nad Arabią Saudyjską i Syrią.
Następnie wystrzelono około 100 rakiet balistycznych, które uderzyły m.in. w budynki w Tel Awiwie oraz w północnym Izraelu. Magen Dawid Adom (MDA) poinformowała, że co najmniej 63 Izraelczyków zostało rannych. Kobieta, która odniosła ciężkie obrażenia, zmarła później na skutek odniesionych obrażeń. Wśród rannych było również siedmiu żołnierzy.

#### 14 czerwca
W dniu 14 czerwca około godziny 1:00 w nocy Iran przeprowadził kolejną serię ostrzału, w której wykorzystano dziesiątki pocisków, z których większość została przechwycona. W wyniku ataku rannych zostało siedem osób. W Jordanii pięć osób zostało ranionych przez upadające odłamki pocisku. Podczas późniejszych ostrzałów został bezpośrednio trafiony budynek w Riszon le-Cijjon, w wyniku czego raniono 19 osób, z czego dwie później zmarły. Według sił izraelskich, „niewielka liczba” pocisków ominęła obronę przeciwlotniczą i uderzyła w obszary mieszkalne w Tel Awiwie, Ramat Gan i Riszon le-Cijjon, powodując ofiary śmiertelne.

#### 15 czerwca
W nocy z 14 na 15 czerwca Iran wystrzelił w kierunku Izraela kolejne 80 pocisków. Rakiety uszkodziły m.in. rurociągi rafinerii w Hajfie. Trafiony został też Instytut Naukowy Weizmana.

#### 16 czerwca
W nocy z niedzieli (15 czerwca) na poniedziałek (16) rakieta uderzyła w rafinerię w Hajfie, największą rafinerię Izraela, która zaprzestała pracy z powodu uszkodzeń.

#### 17czerwca
Kolejnej nocy, na 17 czerwca, z Iranu wystrzelono około 30 rakiet balistycznych, z których „kilka” przebiło się przez obronę powietrzną. Pociski miały trafić w budynki Mosadu i Amanu (Szkołę Wywiadu Wojskowego w tzw. obozie Moszego Dajana) w Tel Awiwie.

#### 18 czerwca
W nocy rakiety wystrzelone przez Iran spadły na szpital Soroka w Beer Szewie. Celem była posegregowana infrastruktura wojskowa – w szczególności placówki Wywiadu i Centrum Technologicznego IDF znajdujące się w Gav-Yam Negev Technology Park, obok szpitala. Rzecznik irański, minister Araghchi, zatwierdził ten opis, publikując mapę, która miała wskazywać na sąsiedztwo obiektu wojskowego C4i obok Soroki.

#### 22 czerwca
Po nocnym amerykańskim ataku Iran wystrzelił w dwóch seriach 27 rakiet, które uderzyły w Hajfę oraz środkową część Izraela.

#### 23 czerwca
W ramach odwetu za amerykański atak Irańczycy ostrzelali amerykańskie bazy wojskowe Al Udeid w Katarze i Ain al-Assad w Iraku.

## Kryptonim operacji izraelskiej
W przestrzeni medialnej pojawiło się kilka uzasadnień dla użytego kryptonimu operacji:
1. Nazwa nawiązuje do fragmentu Tanachu (Lb 23,24): Patrz, oto naród jak wstająca lwica, na podobieństwo lwa on się podnosi i nie położy się, aż pożre swą zdobycz i krew zabitych wypije[3][77][78]. Odwołuje się do historii, kiedy król Moabu Balak poprosił proroka Balaama, aby ten wyklął wędrujących przez pustynię Izraelitów. Ten zamiast tego trzykrotnie im pobłogosławił, a przytoczony fragment ma wyrażać zwycięstwo Izraelitów nad ich wrogami[79]. Kartkę z tym wersetem miał zostawić Binjamin Netanjahu podczas swojej wizyty pod Ścianą Płaczu 12 czerwca[3].
2. Lew i słońce są też od wieków symbolem Iranu, w tym na godle i fladze sprzed rewolucji islamskiej 1979 roku, a po obaleniu szacha stały się symbolem opozycji wobec władzy Chomejniego i Chamenei. Natomiast izraelski atak miałby wspomóc irańską opozycję w zmianie władzy[78][80][81].
3. Siły Obronne Izraela w anglojęzycznych komunikatach medialnych nazywają operację kryptonimem Rising Lion[82]. W polskich mediach operacja funkcjonuje jako tłumaczenie anglojęzycznej wersji – „Powstający Lew”[83][84][85][86], lub bezpośrednim tłumaczeniem z hebrajskiego – Naród jak Lwica[2].

## Reakcje
- ONZ: sekretarz generalny António Guterres wezwał obie strony do zachowania „najwyższej powściągliwości” i potępił jakąkolwiek eskalację działań militarnych w regionie[87]. Po amerykańskim ataku 22 czerwca Rosja, Chiny i Pakistan przedstawiły członkom Rady Bezpieczeństwa ONZ projekt rezolucji wzywającej do natychmiastowego i bezwarunkowego rozejmu na Bliskim Wschodzie[88].

- Argentyna: prezydent Javier Milei potępił irański kontratak na Izrael, wyrażając poparcie dla działań militarnych Izraela oraz mówiąc o „walce ze złem”[89]
- Chiny „stanowczo potępiają atak USA na Iran” i wzywają „zwłaszcza Izrael” do zawieszenia broni[90].
- Kanada: premier Mark Carney potwierdził „prawo Izraela do obrony” i wezwał do powściągliwości[87].
- Pakistan ogłosił „pełną solidarność” z Iranem[91].
- Rosja: prezydent Władimir Putin przeprowadził rozmowy z prezydentem Iranu Masudem Pezeszkijanem i premierem Izraela Binjaminem Netanjahu, potępiając izraelskie ataki i oferując mediację między obydwoma krajami[87].
- Stany Zjednoczone: prezydent Donald Trump publicznie oświadczył, że „Iran musi zawrzeć umowę, zanim nic z niego nie zostanie”. Trump wyraził poparcie dla kampanii izraelskiej, zobowiązał się do kontynuowania dostaw sprzętu wojskowego i upoważnił siły USA do pomocy w przechwyceniu początkowego ostrzału rakietowego Iranu. Stany Zjednoczone ostrzegły Iran przed atakowaniem amerykańskich interesów lub personelu, podkreślając, że odpowiedzą militarnie, jeśli takie ataki wystąpią[92].
- Turcja: prezydent Recep Tayyip Erdoğan stwierdził, że Izrael trzeba powstrzymać i zaoferował również, że Turcja może przyjąć rolę mediatora[93].
- Międzynarodowa Agencja Energii Atomowej (MAEA) powiadomiła, że nie odnotowała wzrostu promieniowania w rejonie instalacji w Natanzu[94].